# Ladi6
Ladi6, pseudonimo di Karoline Tamati (Christchurch, 7 novembre 1982), è una cantautrice e rapper neozelandese.

## Biografia
Ladi6 ha pubblicato il suo primo album in studio, Time Is Not Much, a novembre 2008. Ha debuttato alla 4ª posizione della classifica neozelandese degli album ed ha ricevuto due candidature ai Pacific Music Awards 2009, vincendone una. Il suo secondo disco, intitolato The Liberation Of..., è uscito nel 2010 ed ha vinto il Taite Music Prize. Ha esordito in 6ª posizione in madrepatria ed è stato certificato disco d'oro nel paese. È stato promosso dal singolo Like Water, arrivato in 9ª posizione in Nuova Zelanda, dove è stato certificato disco di platino. Nel 2011 ha vinto due Pacific Music Awards e due New Zealand Music Awards. Il terzo album Automatic è stato pubblicato nel 2013 e si è piazzato in 3ª posizione a livello nazionale.

## Discografia

### Album in studio
- 2008 – Time Is Not Much
- 2010 – The Liberation Of...
- 2013 – Automatic

### Singoli
- 2001 – If I Gave u th' Mic
- 2003 – Gold
- 2003 – Danger
- 2008 – Go Get It
- 2008 – Walk Right Up
- 2010 – Sweet Love
- 2010 – Bang Bang
- 2011 – Like Water
- 2012 – Confusion of a Lady